# Aion (datorspel)
Aion (koreanska: 아이온: 영원의 탑) är ett spel i MMORPG-genren från företaget NCSoft. Aion använder sig av spelmotorn Crytek Engine, vilken även används i Far Cry.
Historien utspelar sig i en fiktiv värld kallad Atreia där ett torn, The Tower of Eternity, håller samman världens två riken, det ljusare Elysea och det mörkare Asmodae. Tornet vaktas av en ras kallad Balaur, skapelser av och tjänare till världsguden Aion. Balaur har en fri vilja och till slut gör de uppror mot guden, med avsikten att ta makten över tornet och världen. För att förhindra detta skapar Aion en ras av nya tjänare, kallade Daevas. Dessa fördriver Balaur från tornet, men under striderna i det efterföljande utdragna kriget mot de hämndlystna Balaur raseras tornet. Olika grupper inom Daevas skyller detta på varandra och till slut splittras Daevas i raserna Elyos och Asmodians, som startar ett nytt krig.
I Aion finns det sex "basklasser" för spelarfigurer: mage, priest, warrior, scout, technist och bard. Var och en av dessa sex klasser delas upp i två specialiserade underklasser när spelaren nått erfarenhetsnivå 10: mage-figurer blir antingen spiritmaster eller sorcerer, priest-figurer blir antingen chanter eller cleric, warrior-figurer blir antingen templar eller gladiator, scout-figurer blir antingen assassin eller ranger, technist-figuren blir antingen gunslinger eller aethertech, och bard-klassen blir bara Songweaver. Det är upp till spelaren att välja vilken av dessa två specialiserade underklasser som spelarfiguren ska utvecklas till.
Högsta nivån i Aion är nivå 65, detta är efter patch 4.0.